# آيت كرموس (أنجيل إيختارن)
آيت كرموس هو دُوَّار يقع بجماعة أنجيل، إقليم بولمان، جهة فاس مكناس في المملكة المغربية. ينتمي الدوّار لمشيخة أنجيل إيختارن التي تضم 4 دواوير. يقدر عدد سكانه بـ 795 نسمة حسب الإحصاء الرسمي للسكان والسكنى لسنة 2004.

## وصلات خارجية
- البوابة الوطنية للجماعات الترابية
- المندوبية السامية للتخطيط